# Hang Fire
"Hang Fire" er en sang fra rock ’n’ roll bandet The Rolling Stones, og sangen findes på deres album fra 1981 Tattoo You.
Skrevet af Mick Jagger og Keith Richards er ”Hang Fire” et op tempo rock and roll nummer, som er krydret med en satirisk tekst som hentyder til Englands økonomiske tilbagegang gennem 1970erne. 
| Citat | In the sweet old country where I come from, Nobody ever works, Yeah nothing gets done; We hang fire, we hang fire. | Citat |
|       | |       |

Sangen har et dystert blik på det engelske samfund på det tidspunkt, hvor der var uro på arbejdsmarkedet, og høje skatter forhindrede udvikling. Teksten parodiere den engelske Winter of Discontent, og fortæller at arbejdsløse englændere hellere ville spille på heste, end gifte sig ind i overklassen – den eneste måde for at komme videre i det engelske samfund. 
| Citat | You know marrying money is a full time job; I don't need the aggravation; I'm a lazy slob | Citat |
|       |                                                                                           |       |

”Hang Fire” er en af de få gange bandet har skrevet en politisk sang, og den er bemærkelsesværdig ved at den aldrig blev udgivet som single i England, selvom bandet turnerede gennem Europa da singlen blev udgivet i Nordamerika. Teksten er ironisk og leder tilbage til gruppens mere sociale kontroversielle sange fra 1960erne som ” Mother's Little Helper”, ” 19th Nervous Breakdown” og ” Street Fighting Man”.
Keith Richards blev spurgt om nummeret i 1981:”Ja, sangen er om England.  Where I come from, nobody ever works, nothing ever gets done. De gik igennem deres små traumer derover. Det fortjente de for at smide os ud .”
Nummeret ”Hang Fire” blev først skrevet og indspillet under optagelserne til Some Girls i Paris. Men den kom først på albummet Tattoo You, hvor den blev udgivet som tredje single. Sangen blev et stort radio hit i USA, hvor den nåede en 20. plads på singles charts. 

### Fodnote
1. ↑  Hang Fire